# Морган (округ, Юта)
Шаблон:StateAbbr_ 41°05′ пн. ш. 111°35′ зх. д. / 41.08° пн. ш. 111.58° зх. д.
Округ Морган (англ. Morgan County) — округ (графство) у штаті Юта, США. Ідентифікатор округу 49029.

## Історія
Округ утворений 1862 року.

## Демографія
За даними перепису 2000 року загальне населення округу становило 7129 осіб, усе сільське. Серед мешканців округу чоловіків було 3616, а жінок — 3513. В окрузі було 2046 домогосподарств, 1782 родин, які мешкали в 2158 будинках. Середній розмір родини становив 3,81.
Віковий розподіл населення поданий у таблиці:
| Стать    | До 15 років | 15-21 | 22-29 | 30-39 | 40-49 | 50-65 | 65-85 | Понад 85 |
| -------- | ----------- | ----- | ----- | ----- | ----- | ----- | ----- | -------- |
| Чоловіки | 1097        | 544   | 272   | 402   | 511   | 492   | 281   | 17       |
| Жінки    | 974         | 510   | 284   | 451   | 489   | 483   | 280   | 42       |

## Суміжні округи
- Вебер — північ
- Рич — північний схід
- Самміт — схід
- Солт-Лейк — південний захід
- Девіс — захід

## Виноски
1. ↑  US Decennial Census. US Census Bureau. Архів оригіналу за 19 липня 2018. Процитовано 25 червня 2015.
2. ↑  Historical Census Browser. University of Virginia Library. Архів оригіналу за 11 серпня 2012. Процитовано 25 червня 2015.
3. ↑  Forstall, Richard L., ред. (25 червня 1995). Population of Counties by Decennial Census: 1900 to 1990. US Census Bureau. Архів оригіналу за 3 квітня 2015. Процитовано 27 березня 2015.
4. ↑  Census 2000 PHC-T-4. Ranking Tables for Counties: 1990 and 2000 (PDF). US Census Bureau. 2 квітня 2001. Архів оригіналу (PDF) за 18 грудня 2014. Процитовано 25 червня 2015.
5. ↑  State & County QuickFacts. United States Census Bureau. Архів оригіналу за 6 червня 2011. Процитовано 29 грудня 2013.(англ.) Наведено за англійською вікіпедією.
6. ↑  American FactFinder. Бюро перепису населення США. Архів оригіналу за 26 лютого 2012. Процитовано 31 січня 2008.

| США | Це незавершена стаття з географії США. Ви можете допомогти проєкту, виправивши або дописавши її. |